# Watch My Dance
"Watch My Dance" är en låt framförd av den grekcypriotiske sångaren Loukas Giorkas feat. Stereo Mike (Mihalis Exarhos). Låten representerade Grekland vid Eurovision Song Contest 2011 i Düsseldorf, Tyskland den placerade sig som sjua. Låten är komponerad av Giannis Christodoulopoulos och skriven av Eleana Vrahali.

### Fotnoter
1. ↑  Floras, Stella (2 mars 2011). ”Greece: Lukas Yiorkas ft Stereo Mike to Eurovision”. ESCToday. http://www.esctoday.com/news/read/16927. (engelska)